# Anthinéa
d'Athènes à Florence
Pour la librairie, voir Frédéric Boccaletti#Librairie.
Pour le personnage d'Antinéa, voir L'Atlantide (roman).
Anthinéa est un ouvrage de Charles Maurras, publié en 1901 aux éditions Juven. Sa publication en 1901 fut un événement majeur du versant littéraire de Charles Maurras. L'ouvrage se présente sous la forme d'épisodes de voyages, genre littéraire illustré par Stendhal, Taine, Gautier, Barrès.

## Ode à la Provence
Il s'agit d'un « hymne d'allégresse ». Le lecteur suit un chemin circulaire : de la Provence, on gagne la Grèce, l'Italie, la Corse jusqu'au retour printanier sur les collines provençales. Maurras après ses récits de voyages revient dans son Ithaque, la Provence, mais celle-ci ne l'a en fait jamais quitté : où que Charles Maurras aille, sa référence demeure la terre de son enfance. Qu’il soit à Athènes, en Corse, ou en Toscane, tout lui est toujours comparé : les oliviers, les paysages, la lumière, l’architecture, les costumes locaux et les femmes. Anthinéa est  une ode à la Provence, sa petite patrie. Après l’héritage civilisationnel et le legs spirituel, Maurras évoque avec la Provence un enracinement personnel et concret, l’amour d’une terre. Pour illustrer la filiation entre la Grèce et la Provence, Maurras achève Anthinéa par un dialogue avec un olivier, arbre commun à son pays et au Péloponnèse.

## Héritage universel de la Grèce
L'ouvrage est un vaste chant d'amour à l'Attique, récit mêlé d'impressions esthétiques, d'évocation de paysages magnifiques ou de méditations sur la mort et le sens de la civilisation. Anthinéa présente des éléments de métaphysique où la nature est dominée par la quête de la mesure grecque et d'une échappatoire aux dilemmes de l'être. Dans sa préface, que Pierre Boutang jugeait « d'une écriture parfaite », Maurras promet « une prose dont la pudeur [est] mesurée par toute une musique retenue ». Maurras rêve d'écrire un traité « de la conformité du Valois et du Parisis avec l'Attique la plus pure », où il associerait Racine, Voltaire et La Fontaine.
Il voudrait retrouver l'art et la vie des Grecs « dans leur suite perpétuelle, à travers la mémoire et le culte du genre humain. Chacun s'arrête et puise à cette onde jeune et limpide, dont le murmure est divinement accordé à ce que l'homme universel a de plus profond. Parlant de Sophocle, Racine se borne pour toute louange à le mettre dans les imitateurs d'Homère. Que Racine a raison ! Gloire aux seuls homérides ! Ils ont surpris le grand secret qui n'est que d'être naturel en devenant parfait. » 
Bien que ce ne soit pas un ouvrage politique, Maurras y formule certaines de ses intuitions politiques majeures, en opposant la sagesse de la philosophie politique des Grecs et leur pratique politique qui conduisit la démocratie athénienne à la catastrophe. Il revient sur son voyage en Grèce de 1896 :

« Mon ami Maurice Barrès s'est publiquement étonné que j'eusse rapporté d'Attique une haine aussi vive de la démocratie. Si la France moderne ne m'avait persuadé de ce sentiment, je l'aurais reçu de l'Athènes antique. La brève destinée de ce qu'on appelle la démocratie dans l'Antiquité m'a fait sentir que le propre de ce régime n'est que de consommer ce que les périodes d'aristocratie ont produit. La production, l'action demandait un effort puissant. La consommation est moins exigeante : le tumulte, ni la routine ne l'entrave beaucoup. »

## Autour du livre
Le 20 décembre 1926, le pape Pie XI ordonne la rupture des catholiques avec l'Action française et publie le décret de la congrégation de l'Index du 29 janvier 1914 qui condamne sept œuvres de Maurras dont Anthinéa.